# Willi Mentz
Willi Mentz (ur. 30 kwietnia 1904 w Osinie, zm. 25 czerwca 1978) – niemiecki robotnik, SS-Unterscharführer, uczestnik akcji T4, członek personelu obozów zagłady w Treblince i Sobiborze, skazany w pierwszym procesie załogi Treblinki na karę dożywotniego więzienia.

## Życiorys
Urodził się we wsi Schönhagen na Pomorzu (ob. Osina). Po ukończeniu szkoły podstawowej pracował w tartaku jako robotnik niewykwalifikowany; według innych źródeł przez krótki czas wykonywał zawód górnika. Później rozpoczął kurs mleczarski i po pomyślnym zdaniu egzaminów handlowych został wykwalifikowanym mleczarzem. Pracował na terenach Meklemburgii i Lippe.
W 1940 roku złożył podanie o przyjęcie w szeregi policji porządkowej. Zamiast tego został jednak zatrudniony jako główny mleczarz w szpitalu psychiatrycznym na zamku Grafeneck, który stanowił wtedy jeden „ośrodków eutanazji” akcji T4. Później pracował jako ogrodnik w innym ośrodku akcji T4 – w Hadamarze.
Podobnie jak wielu innych wykonawców akcji T4 został przeniesiony do okupowanej Polski, aby wziąć udział w eksterminacji Żydów. W czerwcu lub lipcu 1942 roku w randze SS-Unterscharführera rozpoczął służbę w obozie zagłady w Treblince. Przez pierwsze dwa miesiące służył w „górnym obozie” (obszar zagłady), gdzie nadzorował komando, które przenosiło zwłoki z komór gazowych do masowych grobów. Później przeniesiono go do „dolnego obozu” (strefa przyjęć i strefa mieszkalno-administracyjna). Sprawował tam nadzór nad komandem rolniczym (Landwirtschaftskommando). Często uczestniczył także w „rozładunku” żydowskich transportów na obozowej rampie. Świadkowie wspominali, że strzelał wtedy na oślep do tłumu Żydów, aby zmusić ich do szybszego wyjścia z wagonów.
Na przełomie sierpnia i września 1942 roku inspektor obozów zagłady Christian Wirth przydzielił go do tzw. lazaretu. W miejscu tym, upozorowanym na szpital polowy, rozstrzeliwano osoby, które nie były w stanie o własnych siłach dojść do komór gazowych, a także żydowskich więźniów niezdolnych do pracy lub skazanych na śmierć za rozmaite przewinienia. Mentz, który przed przybyciem do Treblinki nie potrafił posługiwać się bronią, został jednym z głównych katów w „lazarecie”. Podczas powojennego przesłuchania przyznał, że z każdego przybywającego do Treblinki transportu rozstrzeliwał od dwóch do ponad dwudziestu osób. Łączną liczbę swoich ofiar oszacował na „nie mniej niż dwieście, w tym dzieci”. Był postrachem więźniów, którzy ze względu na jego charakterystyczny wygląd nadali mu przydomek „Frankenstein”. 
17 listopada 1943 roku, w dniu ostatecznej likwidacji obozu, wraz z Kurtem Franzem i Paulem Bredowem rozstrzelał w pobliskim lesie ostatnią grupę więźniów Treblinki. Jesienią 1943 roku służył przez krótki czas w ośrodku zagłady w Sobiborze. Po jego likwidacji podobnie jak większość weteranów akcji „Reinhardt” został przeniesiony na wybrzeże Adriatyku. Uczestniczył tam w walkach z partyzantką i eksterminacji miejscowych Żydów.
Po wojnie zamieszkał w Niemczech Zachodnich i ponownie został mleczarzem. Gdy w 1959 roku Centrala Badania Zbrodni Narodowosocjalistycznych w Ludwigsburgu wszczęła śledztwo w sprawie zbrodni popełnionych w Treblince, stał się jednym z pierwszych podejrzanych. W czerwcu 1960 roku został tymczasowo aresztowany. Akt oskarżenia przeciwko niemu i trzynastu innym esesmanom został wniesiony 29 stycznia 1963 roku. Był sądzony w pierwszym procesie załogi Treblinki, który toczył się w Düsseldorfie w latach 1964–1965. W trakcie śledztwa i procesu przyznał, że osobiście mordował Żydów, aczkolwiek twierdził, że czynił to pod przymusem, nie mając możliwości niewykonania rozkazów przełożonych lub uzyskania przeniesienia z Treblinki. Prokuratura postawiła mu zarzut pomocnictwa w morderstwie i zażądała dla niego kary dożywotniego pozbawienia wolności. Wyrokiem z 3 września 1965 roku został uznany winnym pomocnictwa w zamordowaniu 25 osób oraz pomocnictwa w zbiorowym mordzie na 300 tys. osób. Skazano go na karę dożywotniego więzienia, co było najwyższą karą, którą niemieckie prawo przewidywało za te przestępstwa.